# Олаф Магнусон
Олаф Магнусон (на норвежки: Olav Magnusson), е крал на Норвегия от 1103 до 1115 г. Син е на крал Магнус III Босоногия и на съпругата му Сигрид. След смъртта на баща си, Олаф Магнусон управлява страната заедно с полубратята си Йойстейн I и Сигурд I Кръстоносеца, но за разлика от тях през тези 12 години на управление не оставя спомени у съвременниците си за своето царуване, тъй като е и прекалено млад (едва 4-годишен, когато сяда наравно с тях на престола) и те управлявали и от негово име.
Скандинавските саги го описват като висок, красив, весел по нрав и общителен и поданиците му го обичали, но през 1115 г. се разболял и починал 16-годишен. Тъй като бил много млад впоследствие при номерацията на кралете даже започнали да го пропускат затова през 14 в. Олаф IV Хоконсон седнал на престола именно под името Олаф IV.